# Kleiner Hundsfisch
Der Kleine Hundsfisch (Umbra pygmaea) ist ein kleiner Süßwasserfisch aus der Ordnung der Hechtartigen (Esociformes). Er lebt im östlichen Nordamerika vom südwestlichen New York (einschließlich Long Island) bis zum St. Johns River in Florida und westlich bis zum Aucilla River in Florida und Georgia. Lokal ist er in West- und Zentraleuropa eingeführt worden (Zentralfrankreich, Norddeutschland, Hessen).

## Merkmale
Der Kleine Hundsfisch besitzt einen stämmigen, langgestreckten, seitlich nur wenig abgeflachten Körper und wird 11,5 cm (Männchen) bis 15 cm (Weibchen) lang. Die Maullänge entspricht dem Augendurchmesser. Die Kiemenreusenstrahlen sind kurz und zahlreich. Die Rückenflosse sitzt weit hinten, ihre Oberkante ist abgerundet. Auch die Afterflosse und die Schwanzflosse sind abgerundet. Der Bauchflossenansatz liegt deutlich vor dem Beginn der Rückenflosse. Der Kleine Hundsfisch hat einen dunkelgrünen Rücken und gelbgrüne Seiten, auf denen 10 bis 12 schmale, dunkle bis bräunlichgrüne Längsstreifen zu erkennen sind. Auf dem Schwanzflossenstiel befindet sich ein dunkler Querbalken.

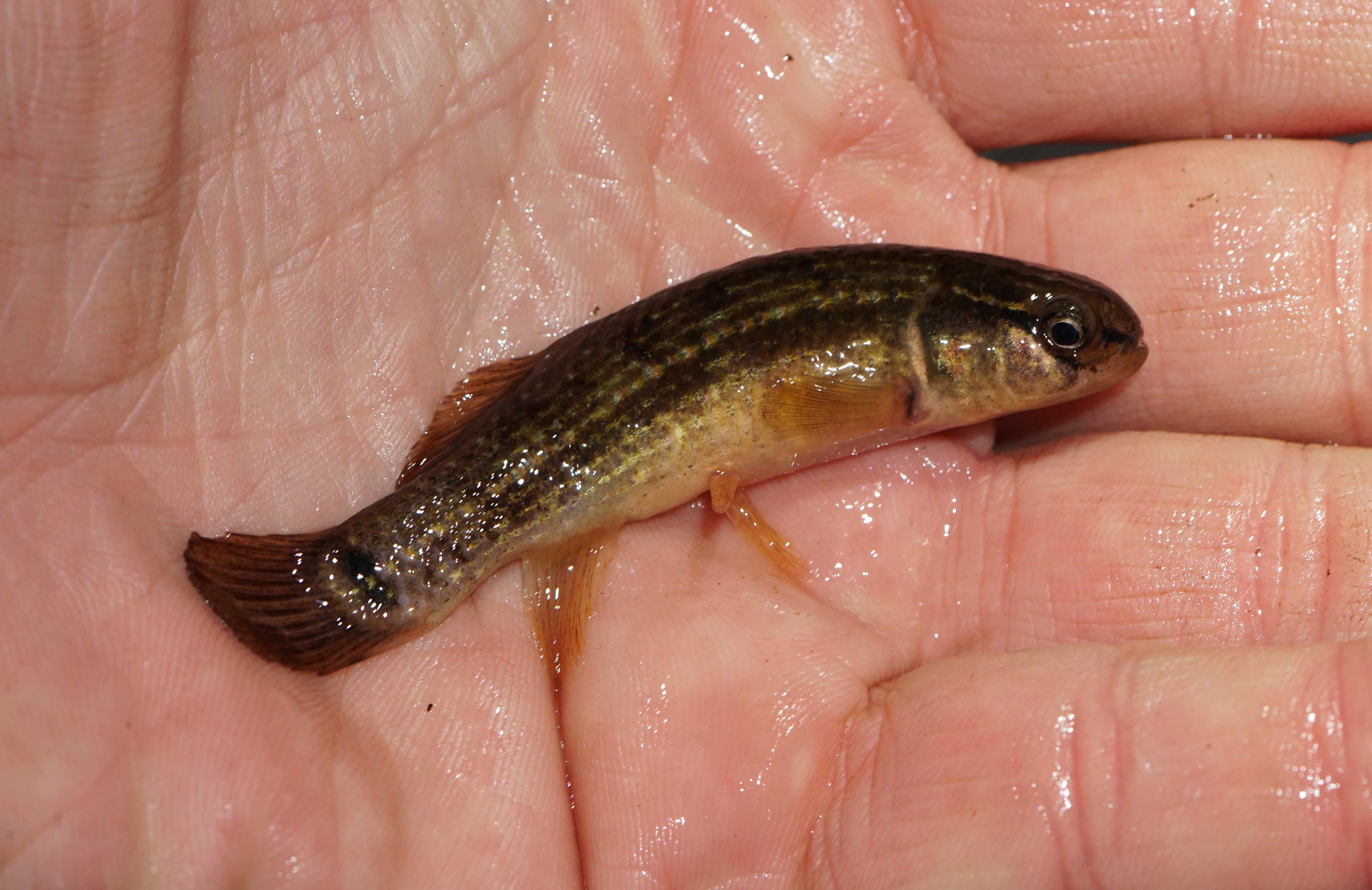
Der Kleine Hundsfisch hat einen dunklen Querbalken auf dem Schwanzstiel

- Flossenformel: Dorsale 14–15, Anale 8–11, Caudale 18–20.
- Schuppenformel: LR 35–37.

## Lebensweise
Die Fische leben in Sümpfen, in ruhigen Bereichen von Bächen und kleinen Flüssen über Sand- und Schlammböden, meist in dichter Vegetation. Sie vertragen einen niedrigen Sauerstoffgehalt des Wassers, hohe Wassertemperaturen und einen pH-Wert von 4,0 bis 7,0. Jungfische leben oft in kleinen Gruppen von 10 bis 12 Tieren. Der kleine Hundsfisch ernährt sich von kleinen Wirbellosen, z. B. Würmern, kleinen Weichtieren, Hüpferlingen, Wasserflöhen und Insekten. Er laicht von März bis April. Das Weibchen betreibt vermutlich Brutpflege und bewacht die in ein vorbereitetes Nest abgelegten Eier. Nach fünf bis zehn Tagen schlüpfen die Jungfische. Sie werden erst im zweiten Lebensjahr geschlechtsreif.